# カイロ・マリオット・ホテル

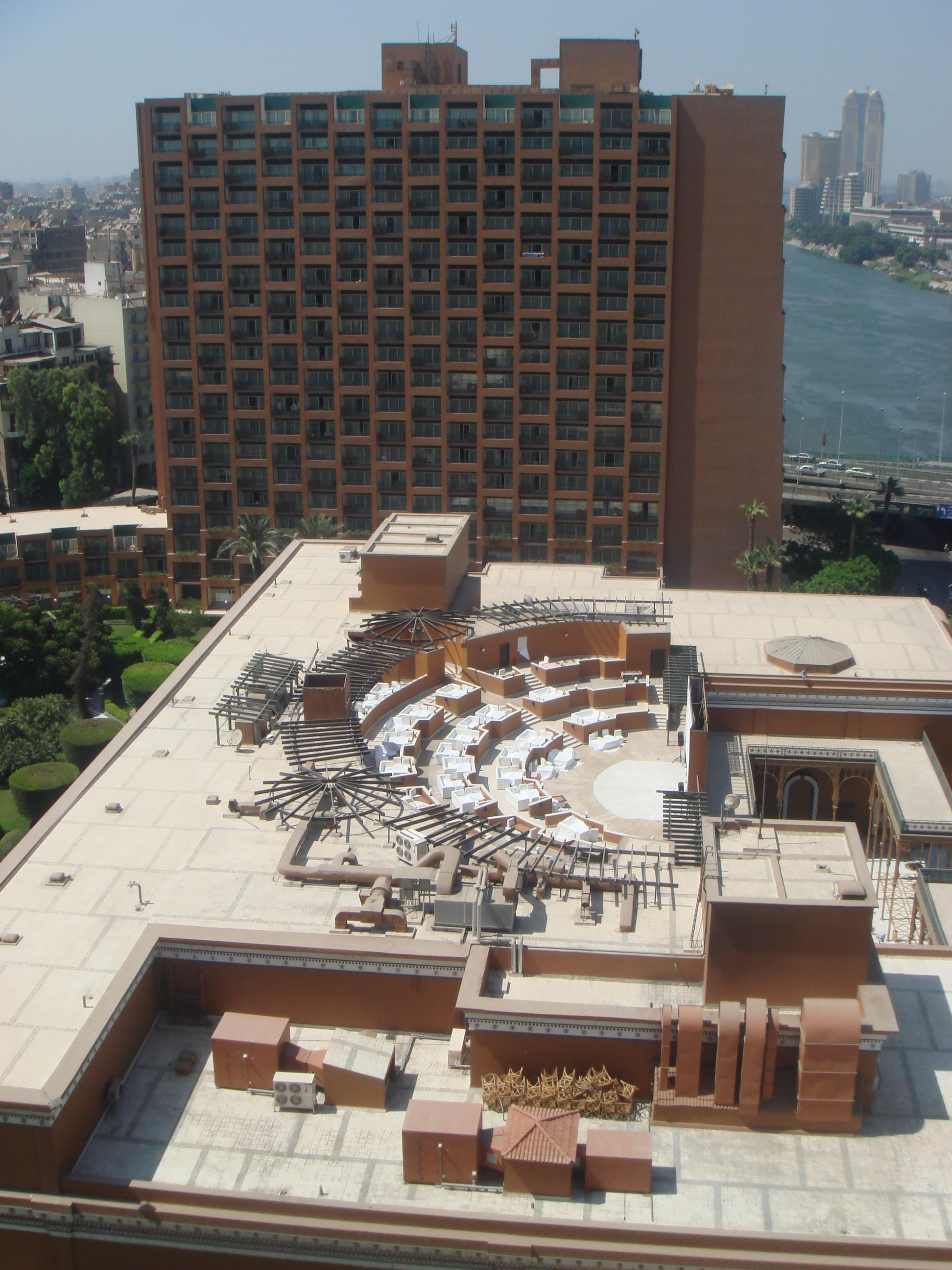
ゲズィーラ・タワーから見たザマーレク・タワーと野外劇場

カイロ・マリオット・ホテル（Cairo Marriott Hotel）は、エジプト、ダウンタウン・カイロのすぐ西で、ナイル川がある、ゲズィーラ島のザマーレク地区に位置する大規模なホテル。中央部分は、1869年にエジプト副王、イスマーイール・パシャのために建てられたゲズィーラ宮殿であった。宮殿とその土地は、マリオット・インターナショナルによってホテルに改装され、モダンなホテルとなっている。カイロ・マリオット・ホテルは、カイロで最も高い建築物の1つである。

## ホテル
ホテルは1,087の客室から構成され、中東で最大のホテルの1つとなっている。部屋は、2つの同じ20階建ての建物 - ゲズィーラとザマーレク・タワー - 内に位置する。ホテルになる宮殿とメインエントランスは地上階に位置しており、フロントと管理エリアを収容するために現在改装されている。宮殿の屋根には、ナイル川やセントラル・カイロに面する野外劇場がある。

## 歴史

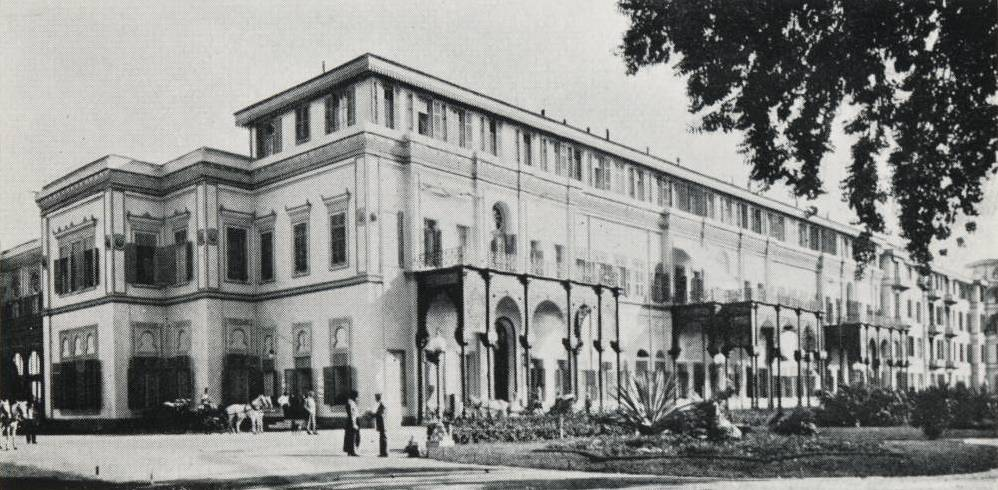
ゲズィーラ・パレス・ホテル（1906年）

本来のゲズィーラ宮殿は、イスマーイールからの注文を受けてナイル川により建築された。彼は、ウジェニー・モンティジョが滞在するために使用しているフランス、ヴェルサイユの別の宮殿に似せるよう、当時の建築家に求めた。この宮殿の目的は、夫のナポレオン3世と共に、フランス人のウジェニー・モンティジョを招待し、接待することだった。招待の理由は、当時は大プロジェクトとなっていたスエズ運河の開通だった。